# 荘公 (燕)
荘公（そうこう、生年不詳 - 紀元前658年）は、燕の君主。桓侯の子で、その後を受けて燕国の君主となった。紀元前675年（荘公16年）、宋や衛とともに周の恵王を攻撃し、恵王は温に逃亡した。恵王の叔父の王子頽が周王に立てられた。紀元前664年（荘公27年）、山戎が燕に侵入すると、荘公は斉に救援を求めた。斉の桓公は援軍を発して燕を救い、山戎を撃破して、孤竹まで追撃した。斉の桓公が帰国するにあたって、荘公は桓公を見送りに出て、国境を越えてしまった。桓公はそこで荘公の入り込んだ50里の地を燕に割譲した。紀元前658年（荘公33年）、荘公は死去した。